# Diarreia persistente
A diarreia persistente é o aumento súbito do número de evacuações, com duração superior 14 dias e inferior a três semanas, já que superior a isso torna-se crônica

## Causas
As causas são as mesma da aguda:
Normalmente são causadas por presença de parasitas, normalmente vírus, protozoários, fungos e bactérias.
Os parasitas podem produzir toxinas que inibem a absorção de água pelo intestino, aumentando o volume de fezes.
Mas também pode ser causada pelo consumos excessivo de álcool e certos alimentos, mulheres podem apresentar um certo grau de diarreia, antes do período menstrual, ou durante. Situações de estresse pode também levar a diarreia, mas assim que atenuado o problema emocional, a diarreia cessa.
Ainda o uso de antibióticos variados pode levar a esse quadro.
Ela torna-se persistente quando o agente causador é eliminado e a diarreia persiste.

## Sintomas
Além do aumento do volume fecal, e da necessidade de evacuação, podemos ainda encontrar em um primeiro estágio:
- Cólicas;
- Aumento de flatulências;
- Dores abdominais e/ou retais;
- Mal-estar;
- E possíveis emeses e ou náuseas.
- Perda de peso[1]

Em grau mais avançado pode se encontrar estados febris e desidratação, esta pode levar ao óbito. Também há a possibilidade de disenteria.